# Le Rouge et le Noir
Pour les articles homonymes, voir Le Rouge et le Noir (homonymie).

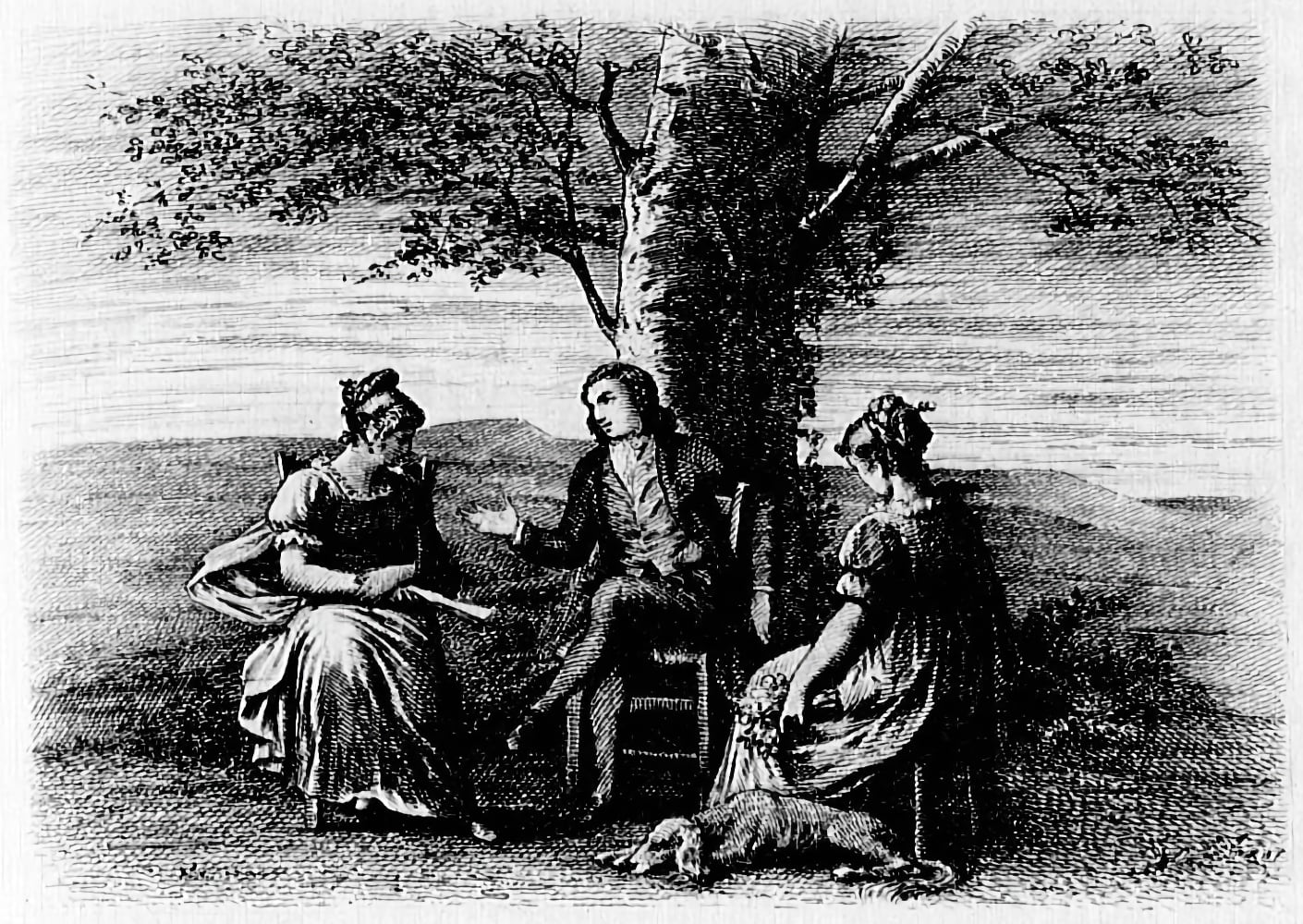
Illustration de Henri-Joseph Dubouchet, dans une édition parue en 1884 chez L. Conquet.

Le Rouge et le Noir, sous-titré Chronique du XIXe siècle, puis Chronique de 1830, est un roman écrit par Stendhal, publié pour la première fois à Paris chez Levasseur le 13 novembre 1830, bien que l'édition originale mentionne la date de 1831. C'est son deuxième roman, après Armance.
Il est cité par William Somerset Maugham en 1954, dans son essai Ten Novels and Their Authors, parmi les dix plus grands romans jamais écrits.

## Résumé
Le roman est divisé en deux parties : la première partie retrace le parcours de Julien Sorel en province, dans une petite ville nommée Verrières, en Franche-Comté puis à Besançon, et plus précisément son entrée chez les Rênal, et sa passion pour Mme de Rênal, de même que son séjour dans un séminaire ; la seconde partie porte sur la vie du héros à Paris comme secrétaire du marquis de La Mole, et la passion qu'il a avec sa fille, Mathilde.

### Première partie

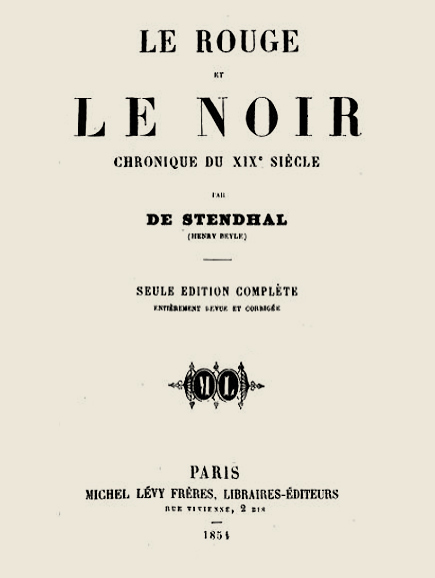
Stendhal, Le Rouge et le Noir, édition 1854.

En épigraphe, Le Rouge et le Noir, Chronique du XIXe siècle porte « La vérité, l'âpre vérité. DANTON ». Aussitôt, Stendhal plante avec précision le décor de la petite ville franc-comtoise de Verrières, sur le Doubs, et la situation sociale et politique, définissant l'atmosphère dans laquelle se forme l'état d'esprit du héros.
Julien Sorel est le troisième fils du vieux Sorel,, scieur, qui n'a que mépris pour les choses intellectuelles et donc pour Julien, qui se révèle très tôt doué pour les études. Au contraire de ses frères, le garçon n'est pas taillé pour les travaux de force, et sa curiosité le pousse à s'instruire par tous les moyens possibles. Si le jeune garçon peut réciter par cœur le Nouveau Testament en latin, s'il bénéficie de la protection du curé de son village, le curé Chélan, il connaît aussi tous les détails du Mémorial de Sainte-Hélène, car paradoxalement il voue une admiration sans bornes à Napoléon Bonaparte, qu’il considère tout à la fois comme un dieu et comme un modèle de réussite. Malmené dans sa famille, qui le tourne sans cesse en dérision ou lui fait subir des violences, il est protégé par l'abbé Chélan, qui le recommande au maire de Verrières, Monsieur de Rênal, comme précepteur de ses enfants, puis le fait entrer au séminaire.
Ce sont là les débuts de Julien dans le monde de la bourgeoisie provinciale. Malgré sa timidité naturelle, il parvient peu à peu à séduire Mme de Rênal, jeune femme assez belle, mais également d'une naïve timidité,. La vie de Sorel chez les Rênal est donc marquée par sa vive passion pour Mme de Rênal et par son ambition démesurée. Il rêve de devenir une sorte de nouveau Napoléon Bonaparte. Sa vie est donc dominée par l’hypocrisie. Au château de monsieur de Rênal, il doit cacher ses sentiments pour la maîtresse de maison, et à l'abbé Chélan son admiration pour Napoléon.
Au château, le jeune homme gagne rapidement le cœur des enfants et il prend l'habitude de passer ses soirées d'été en compagnie de Mme de Rênal, qu'il surprend agréablement lorsqu'elle tente de lui faire un cadeau. La fierté du jeune homme plaît à cette provinciale rêveuse, qui tombe amoureuse de lui sans s'en rendre compte. Mais le tempérament fier et ombrageux de Julien va bientôt tout gâcher : il refuse une augmentation de salaire proposée par Monsieur de Rênal et repousse les avances d'Élisa, femme de chambre de Mme de Rênal.
Élisa s'étant empressée de faire courir une rumeur (fondée) sur les sentiments qui animent sa maîtresse et Julien, les jaloux commencent à jaser à Verrières (Julien était devenu un homme à la mode), et Monsieur de Rênal reçoit une lettre anonyme dénonçant l'adultère de sa femme. Bien que ces racontars lui apparaissent fantaisistes, le maire de Verrières décide de se séparer de son précepteur. Julien, sur les conseils de l'abbé Chélan, quitte le domaine des Rênal et entre au grand séminaire de Besançon. Avant de partir, il a une dernière entrevue avec Mme de Rênal, qui lui paraît très froide, alors qu'elle lui porte toujours un amour profond. De là le malentendu qui aboutira à la tragédie. Julien l'impatient confond réserve et indifférence.
Au séminaire de Besançon, Julien est haï par ses camarades, sortes de paysans affamés dont l'aspiration suprême est « la choucroute du dîner » ; il y fait la rencontre de l’abbé Pirard, qui percevra bien son ambition, mais qui le protégera aussi. Il passera bien des moments pénibles, jusqu'au jour où l'abbé Pirard lui propose de devenir le secrétaire du marquis de La Mole. Il part alors pour Paris afin de prendre ses fonctions auprès de l'illustre aristocrate, après avoir rendu une visite clandestine à Mme de Rênal, où il manque de perdre la vie.

### Seconde partie
Le marquis de La Mole, personnalité influente du faubourg Saint-Germain, remarque très vite l'intelligence de Julien, qui fait également la connaissance de Mathilde, la fille altière et passionnée du marquis, une personnalité remarquable, et remarquée de la jeunesse aristocratique parisienne. En dépit de ses nombreux prétendants de haut rang et des origines modestes et paysannes de Julien, elle ne tarde pas à s'éprendre de lui, en qui elle voit une âme noble et fière ainsi qu'une vivacité d'esprit qui tranche face à l'apathie des aristocrates de son salon.
Une passion (ambition, voire fuite de l'ennui pour Mathilde) tumultueuse commence alors entre les deux jeunes gens. Elle lui avouera ensuite qu'elle est enceinte, et prévient son père de son souhait d'épouser le jeune secrétaire. Mathilde ne réussit pas à convaincre tout à fait son père de la laisser épouser Julien, mais, dans l'attente d'une décision, le marquis fait anoblir Julien et lui procure un poste de lieutenant de hussards à Strasbourg. Le fils de charpentier devient ainsi « Monsieur le chevalier Julien Sorel de La Vernaye ».
Alors que Mathilde de La Mole appelle son amant à la rejoindre expressément à Paris, le marquis de La Mole refuse catégoriquement toute idée de mariage depuis qu'il a reçu une lettre de Mme de Rênal dénonçant (sur le conseil impérieux de son confesseur) l'immoralité de son ancien amant rongé par l'ambition. Julien, impavide, se rend alors de Paris à Verrières, entre dans l'église et tire à deux reprises, en pleine messe, sur son ancienne maîtresse. Il ne se rend alors pas compte qu'il n'est pas parvenu à la tuer.
Julien attend ensuite en prison la date de son jugement, prison où Mathilde passe le voir une fois par jour, mais ses poussées d'héroïsme finissent par lasser son amant. Mathilde de La Mole, sous un pseudonyme d'abord, puis sous son vrai nom ensuite, multiplie les tentatives pour le faire acquitter, notamment en faisant miroiter à l'ecclésiastique le plus influent de Besançon un poste d'évêque. Simultanément, Mme de Rênal tente de faire pencher le procès en faveur de Julien en écrivant aux jurés que ce serait une faute de le condamner, et qu'elle lui pardonne volontiers son geste « maladroit ».
Malgré une opinion publique acquise à la cause du jeune Sorel, M. Valenod (qui fait partie du jury) parvient à faire condamner Julien à la guillotine, notamment à cause d'un discours provocant dénonçant les castes et l'ordre établi et de la loi sur le sacrilège. À l'issue de la sentence, Mathilde et Mme de Rênal espèrent encore un recours en appel, mais Julien ne voit pas d'autre issue que le couperet. Mme de Rênal, qui s'est installée à Besançon malgré les réticences de son mari, est parvenue à obtenir l'autorisation d'aller voir Julien, qui retrouve pour elle une passion sans bornes. Malgré tous les sacrifices qu'elle est prête à consentir, Julien se résigne à la mort.
Juste après l'exécution de Julien, Fouqué (son ami de toujours) rachète son corps au bourreau. Mathilde de La Mole demande à voir la dépouille mortelle du père de son futur enfant, puis empoigne la tête de Julien, la pose sur une petite table en marbre et l'embrasse au front. Elle enterrera elle-même la tête à côté de sa tombe — reproduisant ainsi le geste que Marguerite de Navarre avait fait avec la tête décapitée de son amant  Boniface de La Môle, son ancêtre qu'elle admire tant pour sa bravoure —, dans une grotte située non loin de Verrières où Julien avait l'habitude de s'installer. Leur enfant aurait dû être pris en charge par Mme de Rênal, mais celle-ci meurt trois jours après Julien en embrassant ses enfants.

## Signification du titre
Le titre original était tout simplement Julien, mais Stendhal l'a ensuite remplacé par un autre : Le Rouge et le Noir, qui paraît toujours un titre énigmatique, sur lequel Stendhal n'a jamais donné d'explication.
Il existe donc diverses interprétations.
La plus courante est que le rouge symbolise l'armée et le noir le clergé : le rouge pour la carrière militaire et le noir pour la carrière ecclésiastique. Ainsi durant tout le roman, le protagoniste hésite entre l'armée et sa passion pour Napoléon, et le clergé, qui lui a permis d'effectuer ses études et a donc favorisé son ascension sociale. Selon le journaliste Émile Forgues, Stendhal a fourni cette explication à ses amis, justifiant que « le rouge signifie que, venu plus tôt, Julien, le héros du livre, eût été soldat ; mais à l'époque où il vécut, il fut forcé de prendre la soutane ». Mais certains rétorquent qu'en 1830, l'uniforme de l'armée française n'était pas rouge, mais bleu[pertinence contestée]. En outre, le roman lui-même semble donner des indices du contraire : c'est à la couleur blanche que Julien associe l'armée, il se souvient avoir vu dans son enfance « certain dragon du 6e, au long manteau blanc ».
À noter que la symbolique de l'Empire français s'inspirait de celle de l'Empire romain. On y trouve la couronne de laurier, l'aigle ou encore la couleur rouge. Ainsi, c'est peut-être directement Napoléon ou l'Empire que désigne le rouge.
Dans le roman, le noir est en effet principalement utilisé pour parler du « triste habit noir » de séminariste qu'est forcé de porter Julien et qui le sépare des nobles (qui le traitent très différemment lorsqu'il est en « habit bleu »). En revanche, le rouge fait référence au maquillage des femmes : « Une jeune fille de seize ans avait des couleurs charmantes, et elle mettait du rouge » — POLIDORI (en-tête du chapitre XIV), « En un mot, ce qui faisait de Julien un être supérieur fut précisément ce qui l'empêcha de goûter le bonheur qui se plaçait sous ses pas. C'est une jeune fille de seize ans, qui a des couleurs charmantes, et qui, pour aller au bal, a la folie de mettre du rouge. » (chapitre XV), « Elle n'est pas jolie, elle n'a point de rouge » — SAINTE-BEUVE (en-tête de la seconde partie).
À l'époque, un des jeux de cartes les plus populaires s'appelait « rouge et noir » et présentait des similitudes narratologiques avec la lecture du roman.
D'autres font allusion à la roulette, la destinée comparée à un jeu de hasard : on peut tomber sur le rouge ou le noir ; certains pensent aussi aux couleurs de la guillotine, au rouge de la passion et au noir de la mort, à une tension entre Mars et Saturne.
Mais on doit noter que Stendhal a tendance à donner à ses romans des titres comportant des noms de couleurs, tels que Le Rouge et le Noir, Le Rose et le Vert, Lucien Leuwen (Le Rouge et le Blanc).
Dans le roman, à propos d'une soirée passée à Vergy où Julien baise à plusieurs reprises la main de Mme de Rênal en présence du mari, l'auteur écrit que le héros « ne pensait plus à sa noire ambition [...]. Pour la première fois de sa vie, il était entraîné par le pouvoir de la beauté. » (chapitre XI, « Une soirée »). Le titre du chapitre précédent rappelle aussi le contraste entre le rouge et le noir : « Un grand cœur et une petite fortune » (chapitre X). Ainsi, peut-on penser que le noir désigne les ambitions d'ascension sociale de Julien, au contraire du rouge qui, par déduction, symboliserait ses amours.

## Personnages
- Julien Sorel : héros du roman. Fils du propriétaire de la scierie de Verrières, il est anobli à la fin du roman. Un temps précepteur chez Monsieur de Rênal où il est l'amant de Mme de Rênal, il vit ensuite dans un séminaire avant de devenir secrétaire chez le Marquis de la Mole. Il est décrit physiquement comme brun, pâle, fin et séduisant. Au fur et à mesure du roman, sa personnalité se révèle : jeune homme ambitieux, il n'hésite pas à user d'hypocrisie et de manipulations pour satisfaire son rêve d'ascension sociale ; pourtant il garde un « cœur noble ». Malgré son intelligence et son excellente mémoire, il ne parvient pas à briller en société, où il commet de nombreuses maladresses et autres erreurs de jugement. Son admiration pour Napoléon ne rencontre pas la faveur de l'époque (la Restauration) et il est contraint de la dissimuler. Il est âgé de dix-huit ans au début du roman et en a vingt-trois quand il meurt.
- Monsieur de Rênal : premier maire de Verrières, mari de Mme de Rênal et premier employeur de Julien. Il doit sa fortune à une fabrique de clous à Verrières. Ses opinions politiques, son aversion pour le jacobinisme et le libéralisme, se découvrent au fil du roman. Il a une « réputation d'esprit et surtout de bon ton » ; en outre « fort poli, excepté lorsqu'on parlait d'argent, il passait, avec raison, pour le personnage le plus aristocratique de Verrières ».
- Monsieur Valenod, le second maire de Verrières et baron après avoir été directeur du dépôt de mendicité de la ville, est le rival de Julien dans la cour qu'ils font à Mme de Rênal. Il est décrit comme un « grand jeune homme, taillé en force, avec un visage coloré et de gros favoris noirs, était un de ces êtres grossiers, effrontés et bruyants qu'en province on appelle de beaux hommes. ». Il est en conflit avec monsieur de Rênal, il est jaloux qu'il ait une aussi belle femme.
- Mme Louise de Rênal est l'épouse de Monsieur de Rênal et l'amante de Julien. D'un caractère doux et réservé, elle se montre parfois naïve. Mère aimante de trois enfants, la maladie du plus jeune, qu'elle pense être un châtiment de Dieu, la fera se repentir de son adultère. Manipulée par son confesseur, elle écrit, à la fin du roman, une lettre de dénonciation de Julien au marquis de la Mole, qui précipitera sa chute.
- Le Marquis de la Mole, ministre du roi, emploie Julien après sa sortie du séminaire, il est le père de sa deuxième amante, Mathilde de la Mole. Il a aussi un fils, Norbert.
- Mathilde de la Mole, seconde amante de Julien, méprise les hommes de son rang et tue l'ennui de son salon en se moquant d'eux. Tout comme Julien, elle lit Voltaire en cachette. Elle est fière, intelligente et passionnée. Très séduisante, blonde aux yeux bleus, elle est plus attirée par l'idée d'aimer un fils de paysan que par Julien lui-même. En outre, elle est fascinée par son ancêtre, Boniface de La Môle   et par la fantastique histoire d'amour que celui-ci a vécue avec Marguerite de Navarre.
- Fouqué est le seul ami de Julien ; propriétaire d'une petite entreprise de vente de bois, il tente d'engager Julien. Qualifié d'« esprit sage » et d'« électeur libéral », c'est à lui que Julien envoie tous les papiers importants qu'il a peur de garder. Il s'occupe de son enterrement à sa mort.
- Elisa, femme de chambre de Madame de Rênal, est un temps amoureuse de Julien mais ce dernier ne voulant pas l'épouser, elle le trahira en révélant la relation entre Mme de Rênal et Julien à M. Valenod.
- L'Abbé Pirard est, pendant 6 ans, abbé et directeur du séminaire de Besançon avant de démissionner en faveur d'une cure à Paris, obtenue grâce au marquis de la Mole. Il est le protecteur, confesseur et père spirituel de Julien pendant son séjour au séminaire et il éprouve une certaine affection pour lui. Il le recommande auprès du marquis de la Mole avant que ce dernier ne l'engage. Son jansénisme le rend impopulaire au séminaire.
- Le Curé Chélan, abbé de Verrières, est l'ami de longue date de l'abbé Pirard ainsi que du marquis de la Mole ; il est le premier protecteur de Julien et le mène chez les Rênal. C'est lui qui l'instruit dans un premier temps. À l'aube de sa mort, Julien reçoit sa visite en prison ; il perd tout son courage face à cet homme qui représente la mort dans la vieillesse.
- L'Abbé Castanède, sous-directeur du séminaire ; est ennemi de l'abbé Pirard, et par là hostile envers Julien.
- L'Abbé Frilair, vicaire de grande influence et apprécié de l'évêque de Besançon, est l'ennemi de l'abbé Pirard et du marquis de la Mole à la suite d'un procès pour une terre convoitée.
- Amanda Binet est une serveuse dans une auberge, à Besançon ("Une capitale"). Elle a rencontré Julien lorsqu'il était dans son auberge, et qu'il a perdu sa fierté quand un homme très "viril" l'a "mal regardé". Elle admire alors sa timidité et sa persistance, tout en l'empêchant de se battre car elle sait qu'il est trop frêle.
- Le Marquis de Croisenois, futur duc, courtise Mathilde, il est sur le point de l'épouser, conformément aux vœux du marquis de la Mole qui rêve pour sa fille du "tabouret". Il périt peu avant Julien à la suite d'un duel pour sauver l'honneur de Mathilde.
- Mme de Fervaques, maréchale et prude notoire. Julien fait semblant de la courtiser afin de reconquérir Mathilde.
- Le Comte Altamira, ami de Julien et proche de Mme de Fervaques par sa dévotion, est condamné à mort dans son Espagne natale pour avoir fomenté une conspiration.
- M. Charles de Beauvoisis, chevalier et diplomate, Julien le rencontre la première fois pour laver par un duel (dont il sort avec une balle dans le bras) une insulte envers lui commise par son valet. Ils deviennent pourtant amis : Beauvoisis emmène Julien à l'opéra, où Julien reverra son ami, le chanteur Geronimo, qu'il avait rencontré chez madame de Rênal.
- Le prince Korasoff, il conseillera à Julien une stratégie précise pour reconquérir le cœur de Mathilde, à savoir inventer une fausse passion avec Mme de Fervaques ; technique qui marchera puisque Julien parvient à ses fins.

## Le Rouge et le Noiret son époque

### L'affaire Berthet
L'affaire Berthet (1827) représente la première source d'inspiration de Stendhal pour la trame de son roman. Ce fait divers le concernait d'autant plus qu'il se passait à Brangues, petit village du département de l'Isère. Jugée aux assises de l'Isère, elle se rapportait à l'exécution d'Antoine Berthet, fils de petits artisans, qu'un curé remarqua très tôt pour son intelligence et qu'il fit entrer au séminaire. De santé fragile, Berthet dut quitter le séminaire et ses conditions de vie trop dures pour trouver un emploi. Il devint le précepteur des enfants de la famille Michoud, puis très rapidement, l'amant de Madame Michoud, qu'il dut quitter très vite. Après un nouveau séjour dans un séminaire plus réputé que le précédent -celui de Grenoble-, Berthet trouve une nouvelle place de précepteur, dans une famille noble cette fois : les Cordon, où il séduit la fille de son employeur, qui le chasse sans attendre. Très amer de n'avoir pas trouvé de débouché à sa grande intelligence, Berthet décide de se venger. Le 22 juillet 1827, il entre dans l'église de son village au moment où le vieux curé dit la messe, et il tire un coup de pistolet sur son ancienne maîtresse Madame Michoud, qui survivra à ses blessures, puis tente de se suicider. Son procès a lieu en décembre 1827, et il est condamné à mort en vertu des circonstances aggravantes de la loi sur le sacrilège (loi qui sera abrogée en 1830). Il est exécuté Place Grenette le 23 février 1828. Il avait vingt-cinq ans.

### L'affaire Lafargue
L'affaire Lafargue s'est passée en 1829. M. Lafargue, un ébéniste, un ouvrier, a loué une paire de pistolets et puis, après avoir tiré deux coups de pistolet sur sa maîtresse Thérèse Loncan, l'a décapitée comme elle vivait encore. Il est jugé par les assises des Hautes-Pyrénées en mars 1829. Stendhal lui-même a parlé de cette affaire dans les Promenades dans Rome : « Si l'on tue dans le peuple maintenant, c'est par amour, comme Othello. Voir l'admirable défense de M. Lafargue, ouvrier ébéniste ».

### Étude sociale, politique, historique
Le Rouge et le Noir est un roman qui compose avec l'histoire : il fut sous-titré par Stendhal lui-même « chroniques de 1830 ». Cependant la révolution de 1830 n'est pas au centre de la réflexion stendhalienne, puisqu'elle advient au cours de l'écriture du roman. Pendant l'insurrection contre l'ultra Charles X, Stendhal restera enfermé dans son appartement dans le but d'écrire. Ni les barricades, ni les fusillades de la rue ne le feront déroger à son travail créateur.
Le roman peint une image de la France de la Restauration, les oppositions entre Paris et la province, entre noblesse et bourgeoisie, entre jansénistes et jésuites.
Stendhal, qui fréquenta l'hôtel de Castries, en fait dans ce roman, comme, cinq ans plus tard, dans la Vie de Henry Brulard, une description précise.

## Citations
« Messieurs les jurés, l'horreur du mépris que je croyais pouvoir braver au moment de la mort, me fait prendre la parole. Messieurs, je n'ai point l'honneur d'appartenir à votre classe, vous voyez en moi un paysan qui s'est révolté contre la bassesse de sa fortune.
Je ne vous demande aucune grâce. Je ne me fais point illusion, la mort m'attend : elle sera juste. J'ai pu attenter aux jours de la femme la plus digne de tous les respects, de tous les hommages. Madame de Rênal avait été pour moi comme une mère. Mon crime est atroce, et il fut prémédité. J'ai donc mérité la mort, messieurs les jurés. Quand je serais moins coupable, je vois des hommes qui, sans s'arrêter à ce que ma jeunesse peut mériter de pitié, voudront punir en moi et décourager à jamais cette classe de jeunes gens qui, nés dans un ordre inférieur, et en quelque sorte opprimés par la pauvreté, ont le bonheur de se procurer une bonne éducation, et l'audace de se mêler à ce que l'orgueil des gens riches appelle la société.
Voilà mon crime, messieurs, et il sera puni avec d'autant plus de sévérité, que, dans le fait, je ne suis point jugé par mes pairs. Je ne vois point sur les bancs des jurés quelque paysan enrichi, mais uniquement des bourgeois indignés... »

## Un roman psychologique
Selon Nietzsche, Stendhal est « le dernier des grands psychologues français ».
« Stendhal, l'un des « hasards » les plus beaux de ma vie – car tout ce qui fait époque en moi m'a été donné d'aventure et non sur recommandation, – Stendhal possède des mérites inestimables, la double vue psychologique,  un sens du fait qui rappelle la proximité du plus grand des réalistes (ex ungue Napaleonem « par la mâchoire (on reconnaît) Napoléon »), enfin, et ce n'est pas la moindre de ses gloires, un athéisme sincère qu'on rencontre rarement en France, pour ne pas dire presque jamais […] Peut-être suis-je même jaloux de Stendhal. Il m'a volé le meilleur mot que mon athéisme eût pu trouver : « La seule excuse de Dieu, c'est de ne pas exister. », »
Dans Le Rouge et le Noir, Julien Sorel fait l'objet d'une étude approfondie. Ambition, amour, passé, tout est analysé. Le lecteur suit avec un intérêt croissant les méandres de sa pensée, qui conditionnent ses actions. Mathilde de la Mole et Mme de Rênal ne sont pas en reste. Leurs passions respectives pour Julien, égales l'une à l'autre, sont mises en perspective. Tout le monde est mis à nu sous la plume de Stendhal.

## Adaptations

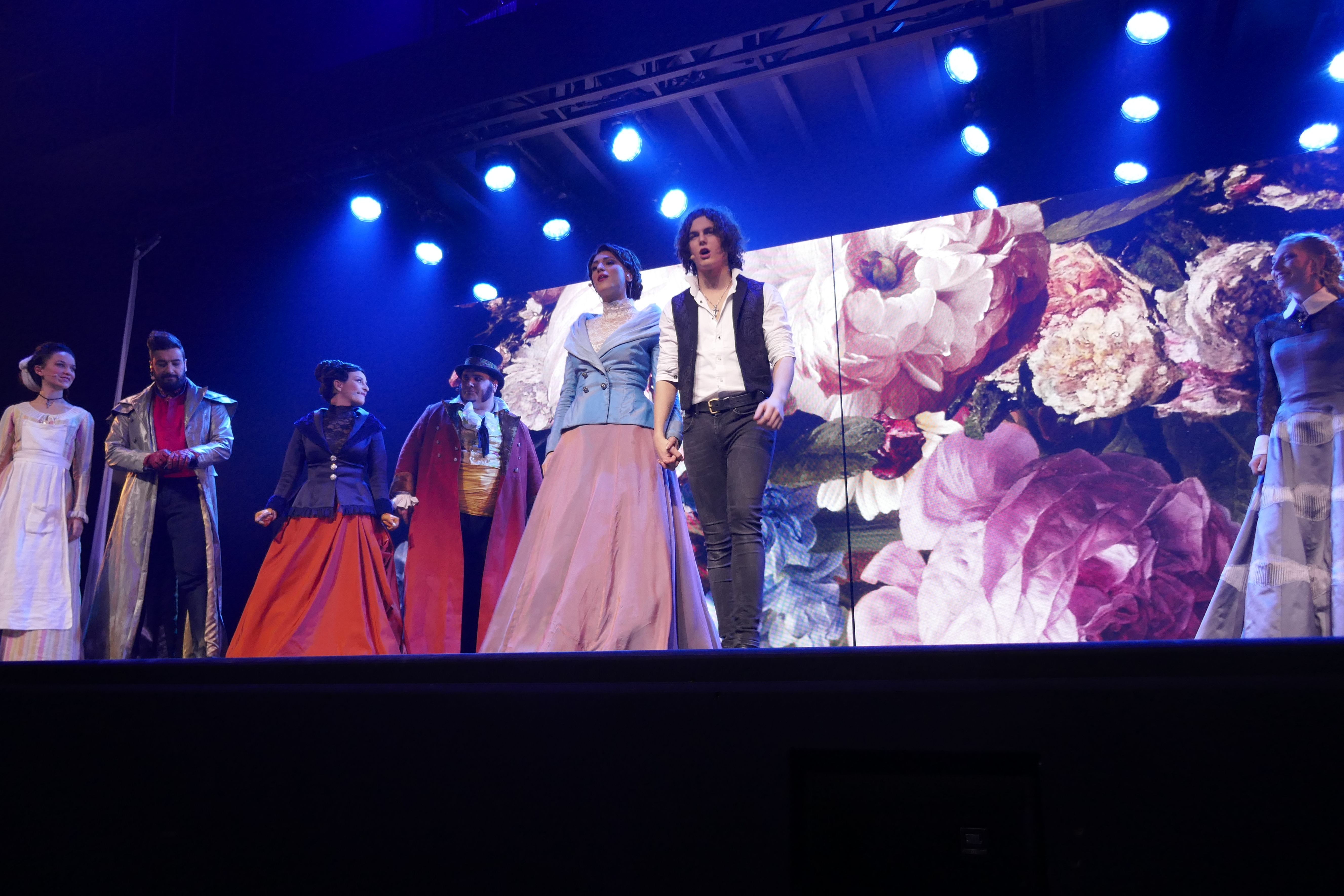
Opéra-rock Le Rouge et le Noir en 2016.

Le Rouge et le Noir a fait l'objet de plusieurs adaptations, au cinéma et à la télévision :
- Il rosso e il nero (Le Rouge et le Noir), film muet italien de Mario Bonnard sorti en 1920 ;
- Der geheime Kurier (Le courrier secret), film muet allemand de Gennaro Righelli sorti en 1928, avec Ivan Mosjoukine dans le rôle de Julien Sorel ;
- Il corriere del re (Le courrier du roi), film italien de Gennaro Righelli sorti en 1947, remake parlant du précédent, avec Rossano Brazzi, Irasema Dilián et Valentina Cortese ;
- Le Rouge et le Noir, film franco-italien de Claude Autant-Lara sorti en 1954, avec Gérard Philipe, Danielle Darrieux, Antonella Lualdi, Jean Martinelli ;
- Le Rouge et le Noir, téléfilm de Pierre Cardinal sorti en 1961, avec Robert Etcheverry, Michel Etcheverry, Micheline Presle, Marie Laforêt, Jean-Roger Caussimon ;
- Красное и Черное (Le Rouge et le Noir), film soviétique de Sergueï Guerassimov (Сергей Герасимов) sorti en 1976, avec Nicolaï Eremenko (Николай Ерёменко), Natalia Belokhvostikova (Наталья Белохвостикова) ;
- El rojo y el negro (Le Rouge et le Noir), téléfilm cubain de 1979, avec Evelio Taillacq dans le rôle de Julien Sorel, Martha del Río dans celui de Madame de Rênal, Marlén Díaz dans celui de Mathilde de la Mole ;
- Le Rouge et le Noir, téléfilm de Jean-Daniel Verhaeghe diffusé en 1998, avec Carole Bouquet, Kim Rossi Stuart, Judith Godrèche, Claude Rich, Olivier Sitruk.
- Le Rouge et le Noir, opéra-rock français joué à Paris en 2016.
- Le Rouge et le Noir (Opéra) de Joris Barcaroli créé à l'Opéra de Nice en 2019 avec Jérémy Duffau dans le rôle de Julien Sorel.
- Le Rouge et le Noir (Ballet) de Pierre Lacotte créé à L'Opéra Garnier en 2021.
- Scarlet and Black, mini-série britannique de Ben Bolt  diffusée en 1993 avec Ewan McGregor, Alice Krige, Rachel Weisz ;
- 赤と黒ー恋こそ我がいのちー(Le Rouge et le Noir: l'amour c'est ma vie), musical Japonais de Shibata Yukihiro, interprétée par la Revue Takarazuka en 1975, 1989, 2008, et 2020.

## Adaptations audio
- Le Rouge et le Noir, lu par Michel Vuillermoz, éditions Thélème, 2008
- Le Rouge et le Noir, adapté dans Le Feuilleton de France Culture, 2015.